# Ondřej Nevělík

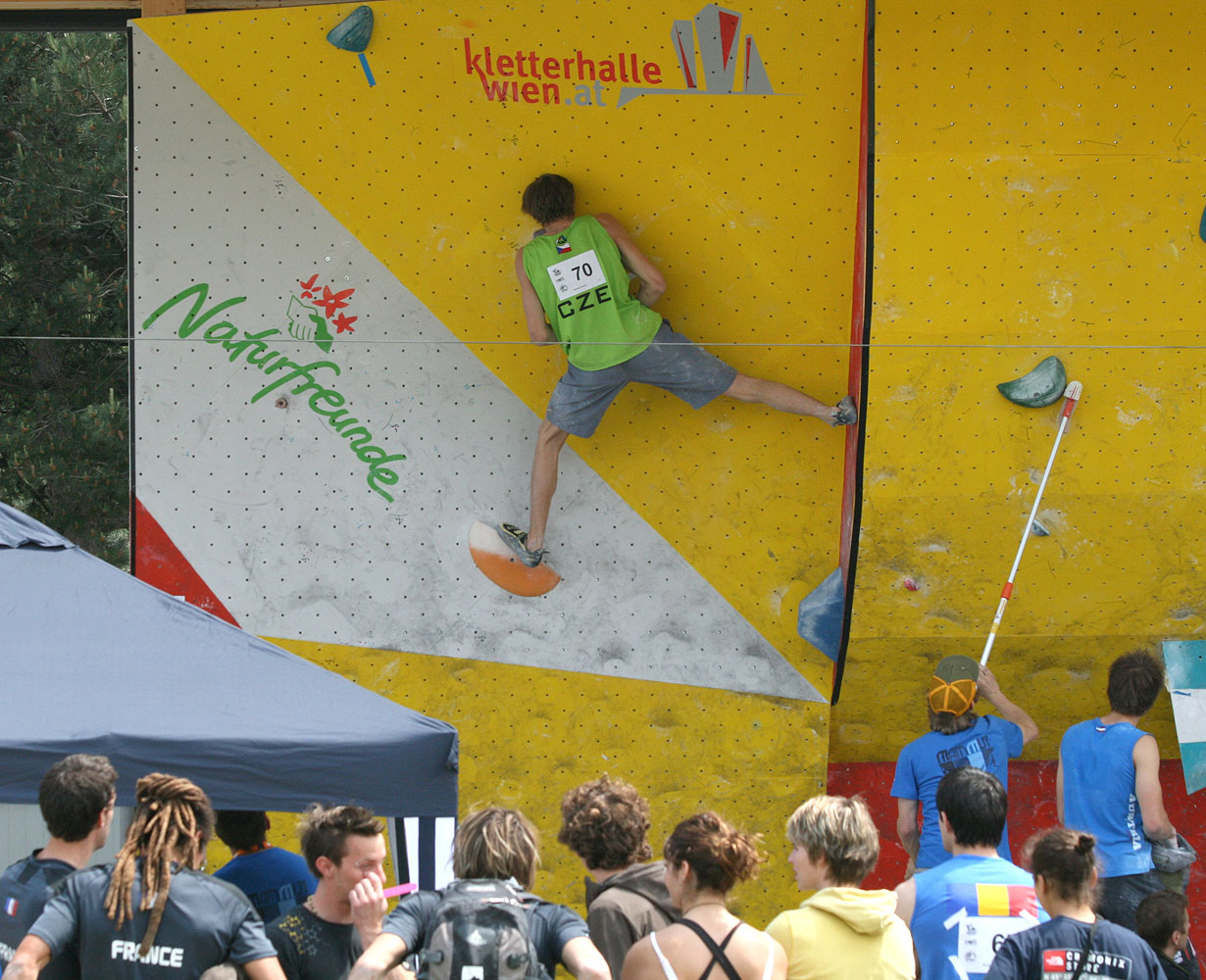
Ondřej Nevělík v kvalifikaci SP v boulderingu ve Vídni (28. května 2010)

Ondřej Nevělík (* 18. května 1989, Brno) je český sportovní lezec, bouldrista a bývalý reprezentant. Vicemistr ČR v boulderingu. V české reprezentaci působila také jeho sestra Karolína Nevělíková.

## Výkony a ocenění
- 2012: Výstupy roku ČHS, čestné uznání v kategorii bouldering[1]

### Závodní výsledky
- 2006: MSJ (Imst), kat. A, obtížnost 71. místo, rychlost 31. místo
- 2006: EPJ, 15. a 26. místo
- 2010: ME v boulderingu (Paříž), 43.-44. místo
- 2011: MS v boulderingu, 43.-45. místo
- 2012: MS v boulderingu, (Paříž), 49.-50. místo[2]
- 2010: MČR v boulderingu, 5. místo
- 2011: MČR v boulderingu, 3. místo
- 2012: MČR v boulderingu, 2. místo
- 2014: ČP v boulderingu, celkově 2. místo
- 2015: Slovácké OUPN, 1. místo[3]

### Sportovní lezení ve skalách
- 2008: Hulk 8c/11- PP, Rodellar, Španělsko
- 2008: Missing Link, 8b+/10+ PP, Mišja Peč, Slovinsko

### Bouldering
- 2008: That Goes Left 8A, Chironico, Švýcarsko
- 2008: Petit Pas Tapen 8A, Cresciano, Švýcarsko[4]
- 2011: The Dagger 8B+, Cresciano, Švýcarsko[5]